# Harold Rosenberg (mathématicien)
Harold William Rosenberg (né le 19 février 1941 à New York) est un mathématicien américain qui travaille sur la Géométrie différentielle. Rosenberg travaille à l'Université Columbia, à l'Institut des hautes études scientifiques et à l'Université de Paris et à l'IMPA, Brésil.

## Biographie
Il obtient son doctorat à l'Université de Californie à Berkeley en 1963 sous la direction de Stephen PL Diliberto.
En 2004, il est élu à l'Académie brésilienne des sciences. Norbert A'Campo, Christian Bonatti et Michaël Herman sont parmi ses doctorants.
En 1993, il étudie les hypersurfaces dans l'espace euclidien avec une valeur constante donnée d'un polynôme symétrique élémentaire de l'opérateur de forme, connu sous le nom de courbure moyenne d'ordre supérieur. Son principal résultat est d'obtenir un certain contrôle de la hauteur d'une telle surface sur un plan contenant sa frontière. En tant qu'application, il peut dériver des résultats de rigidité pour des surfaces complètes avec une courbure moyenne constante d'ordre supérieur.
En 2004, lui et Uwe Abresch étendent la différentielle classique de Hopf, découverte par Heinz Hopf dans les années 1950, de la mise en place de surfaces dans un espace euclidien tridimensionnel à la mise en place de surfaces dans des produits de formes spatiales bidimensionnelles avec la ligne réelle. Ils montrent que, si la surface a une courbure moyenne constante, alors leur différentiel de Hopf est holomorphe par rapport à la structure complexe naturelle de la surface. Comme application, ils montrent que toute sphère immergée de courbure moyenne constante doit être symétrique en rotation, étendant ainsi un théorème classique d'Alexandrov.

## Principales publications
- Rosenberg, « Hypersurfaces of constant curvature in space forms », Bulletin des Sciences Mathématiques, vol. 117, no 2,‎ 1993, p. 211–239 (MR 1216008, zbMATH 0787.53046, CiteSeerx 10.1.1.27.7127)
- Nelli et Rosenberg, « Minimal surfaces in H2 × ℝ », Bulletin of the Brazilian Mathematical Society, new Series, vol. 33, no 2,‎ 2002, p. 263–292 (DOI 10.1007/s005740200013, MR 1940353, zbMATH 1038.53011)
- Abresch et Rosenberg, « A Hopf differential for constant mean curvature surfaces in S2 × ℝ and H2 × ℝ », Acta Mathematica, vol. 193, no 2,‎ 2004, p. 141–174 (DOI 10.1007/BF02392562, MR 2134864, zbMATH 1078.53053)